# Хилесхајм (Рајнахесен)
Хилесхајм (њем. Hillesheim) општина је у њемачкој савезној држави Рајна-Палатинат. Једно је од 66 општинских средишта округа Мајнц-Бинген. Према процјени из 2010. у општини је живјело 594 становника. Посједује регионалну шифру (AGS) 7339028.

## Географски и демографски подаци
Хилесхајм се налази у савезној држави Рајна-Палатинат у округу Мајнц-Бинген. Општина се налази на надморској висини од 181 метра. Површина општине износи 5,5 km². У самом мјесту је, према процјени из 2010. године, живјело 594 становника. Просјечна густина становништва износи 107 становника/km².